# Periploca graeca
Espèce
Classification APG III (2009)
Periploca graeca, appelée périploque de Grèce, est une espèce de liane de la famille des Asclépiadacées originaire d'Europe méditerranéenne, du Proche-Orient et du Caucase.

## Description
La périploque de Grèce est une liane robuste pouvant s'élever à plus de vingt mètres de haut.
Le feuillage est caduc. Les feuilles sont opposées, pétiolées, ovales-lancéolées et entières.
Les fleurs, hermaphrodites, réunies en petits corymbes, apparaissant en fin de printemps, ont un calice très petit et à cinq divisions persistantes. Leur corolle est en roue, plane, à cinq divisions. Elle est verdâtre extérieurement et purpurine à l'intérieur. Elle est surmontée de cinq soies et de cinq étamines à filaments et velus. L'ovaire supère est surmonté d'un style à stigmate à cinq côtes, et muni de cinq petites glandes stipitées.
Les fruits sont deux follicules oblongs, ventrus, renfermant un grand nombre de semences imbriquées, aigrettelées de poils très blancs et attachées à un placenta filiforme.
La périploque de Grèce compte 2n = 22 chromosomes.

## Distribution
La périploque de Grèce est originaire d'Europe orientale et méditerranéenne, d'Asie mineure et du Proche-Orient : Italie, Grèce, Syrie, Iraq, Turquie, Caucase.
Sa grande robustesse alliée à une floraison attrayante l'ont diffusée comme plante ornementale dans l'ensemble des pays à climat tempéré, où elle peut occasionnellement devenir envahissante.

## Historique et position taxinomique
Joseph Pitton de Tournefort décrit cette espèce en 1700 dans Institutiones rei herbariae, editio altera sous le nom de Periploca foliis oblongis.
En 1753, Carl von Linné en fait l'espèce type du genre et la renomme Periploca graeca.
En 1794, Conrad Moench décrit l'espèce à nouveau sous le nom de Peripola maculata Moench, créant ainsi un synonyme.
Les travaux de Joseph Decaisne (XIXe siècle) et de Hendrik Johannes Tjaart Venter (1997 et 2009) confirment cette position.
Comme tout le genre Periploca, la périploque de Grèce appartient à la sous-famille des Periplocaceae.
Une variété botanique a été décrite en 1896 par George Edward Post dans Flora of Syria, Palestine and Sinai ; from the Taurus to Ras Muhammad, and from the Mediterranean Sea to the Syrian desert - Beyrouth, 1896 - p. 524 :
- Periploca graeca var. oblongifolia Post (1896)

Cette variété n'est signalée par aucun index.

## Utilisation
Elle est assez répandue comme plante grimpante ornementale.
Sa croissance est très rapide en situation ensoleillée et en sol assez lourd. Elle drageonne assez abondamment. Sa multiplication par semis est très aisée.
Une utilisation médicinale mais surtout une certaine toxicité, sont signalées.

## Photos

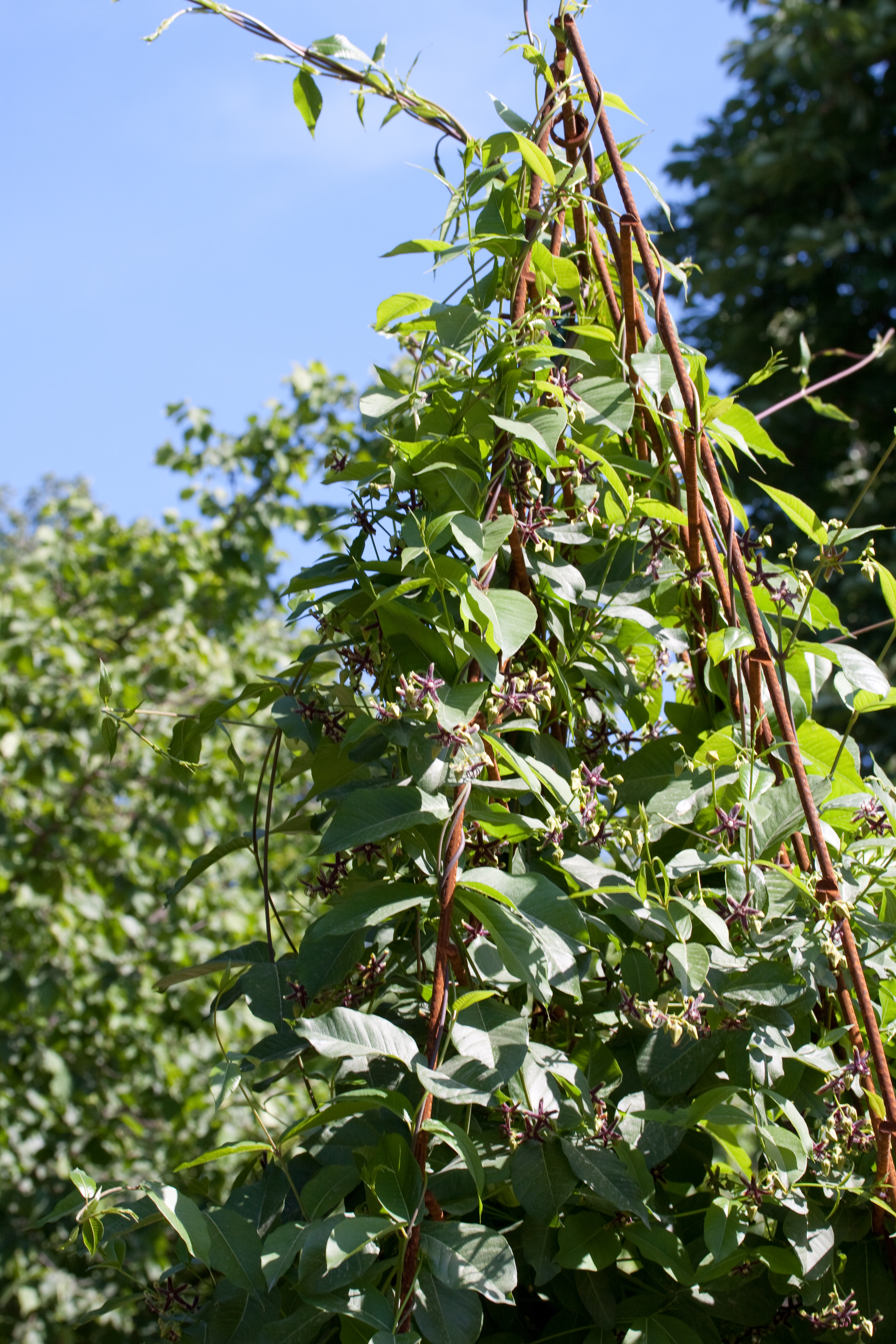
Plante
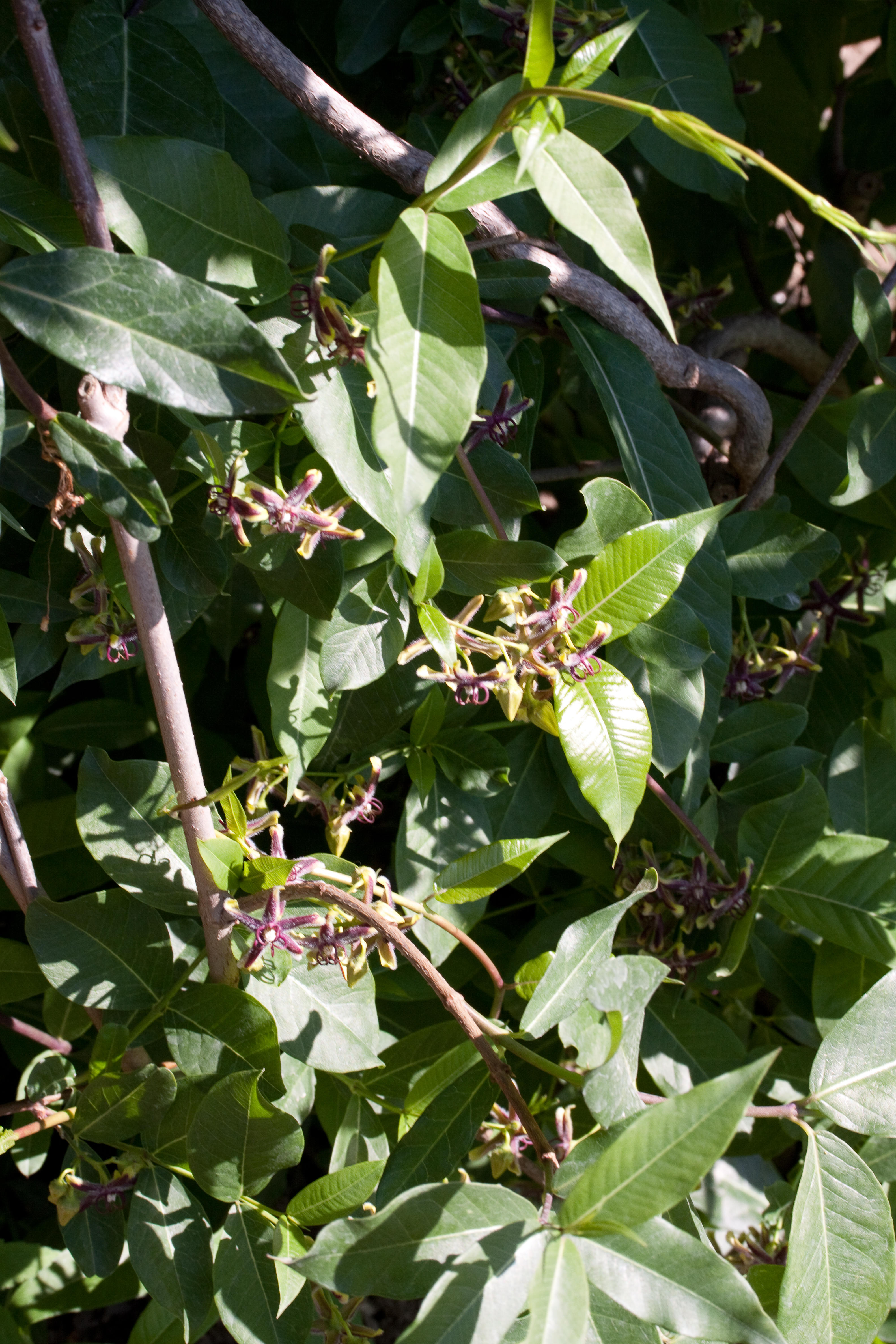
Floraison
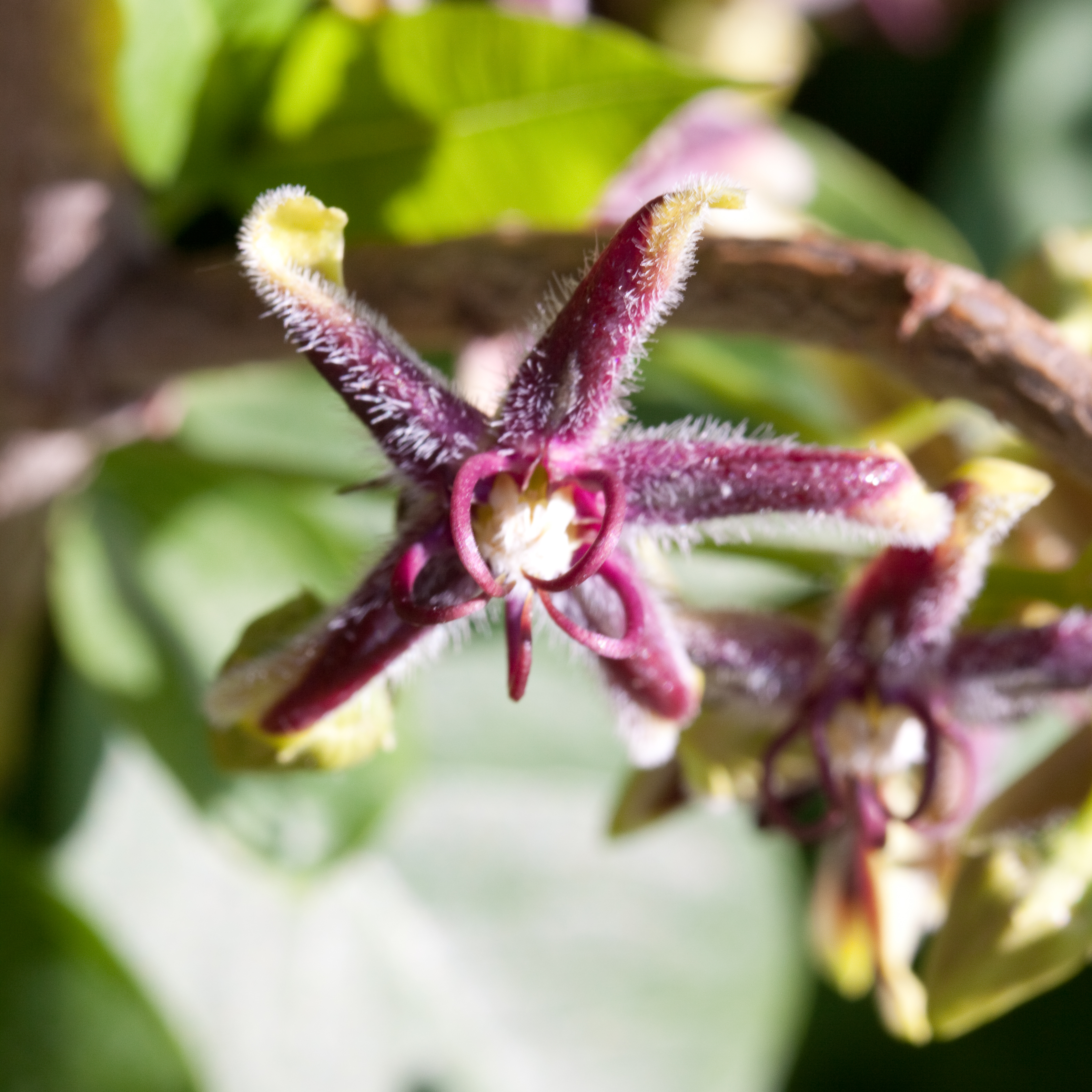
Fleurs
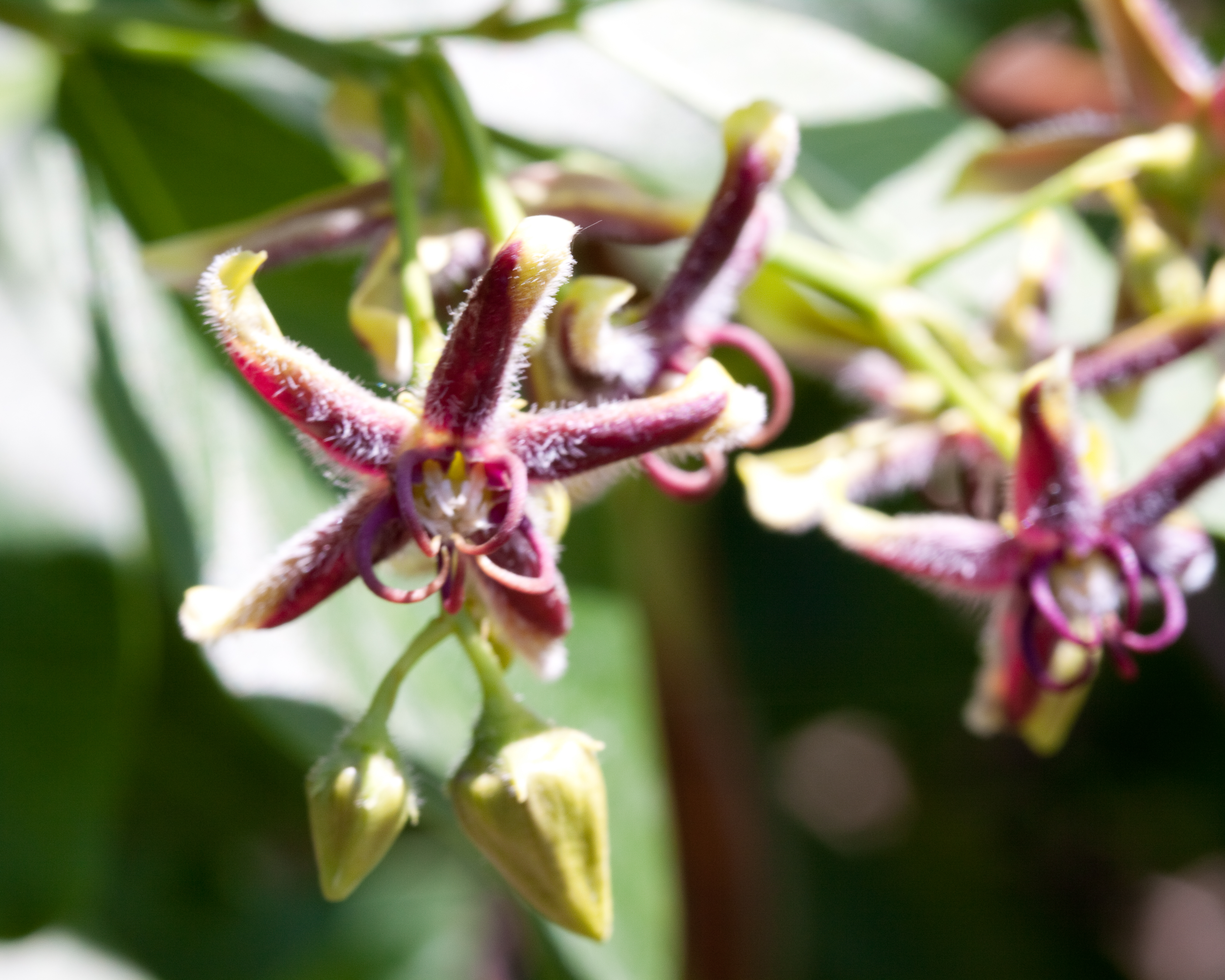
Fleurs
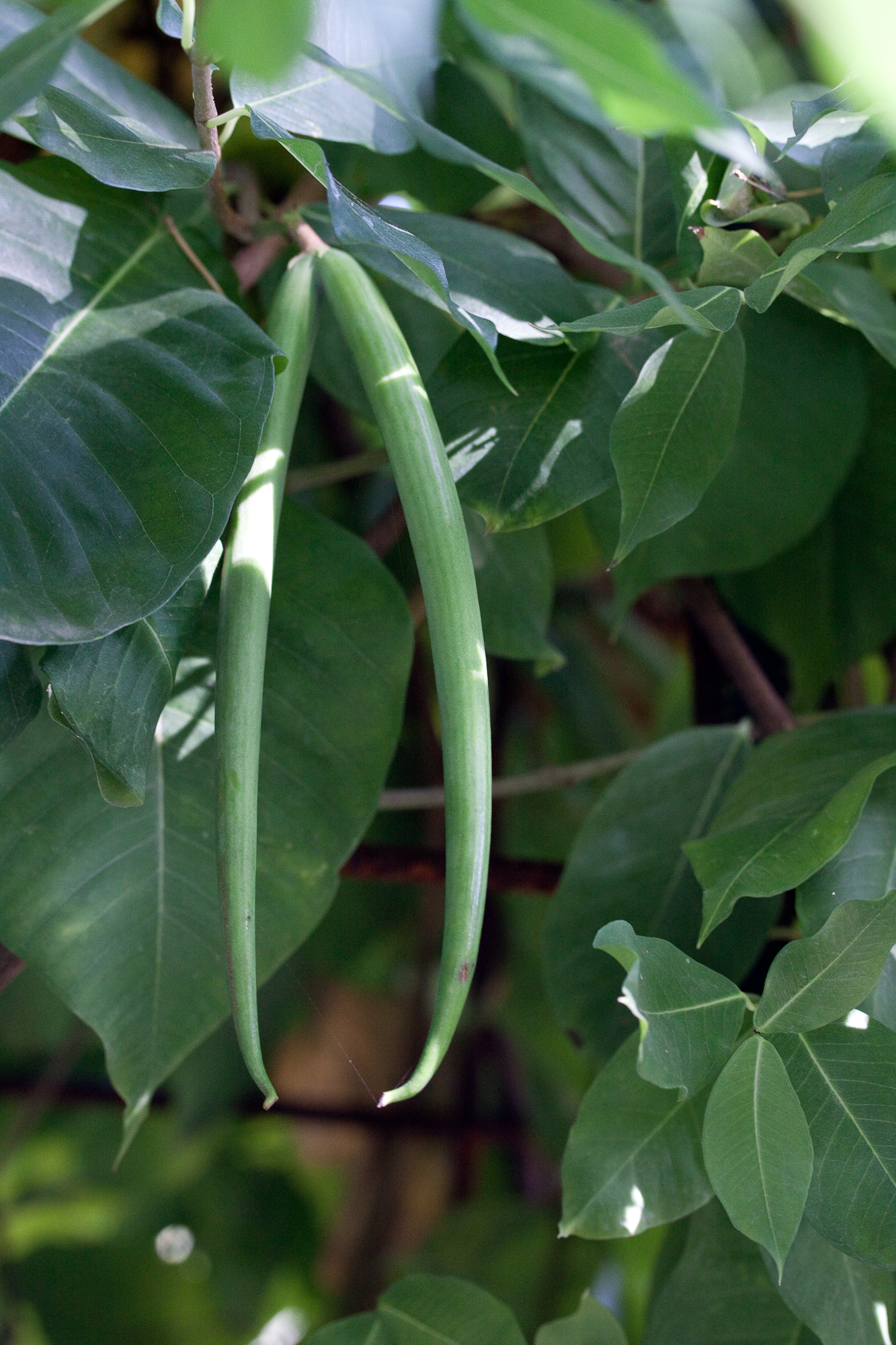
Fruits